# Rainissalts
Der Rainissalts ist ein 2258,4 m ü. M. hoher Berg in der Flumserberg-Region im Schweizer Kanton St. Gallen.
Die Flanken des Berges bestehen hauptsächlich aus Gras und Geröll. Die bekannte 7-Gipfel-Tour führt unter anderem über seinen Gipfel.